# Le Cri du peuple (1871)

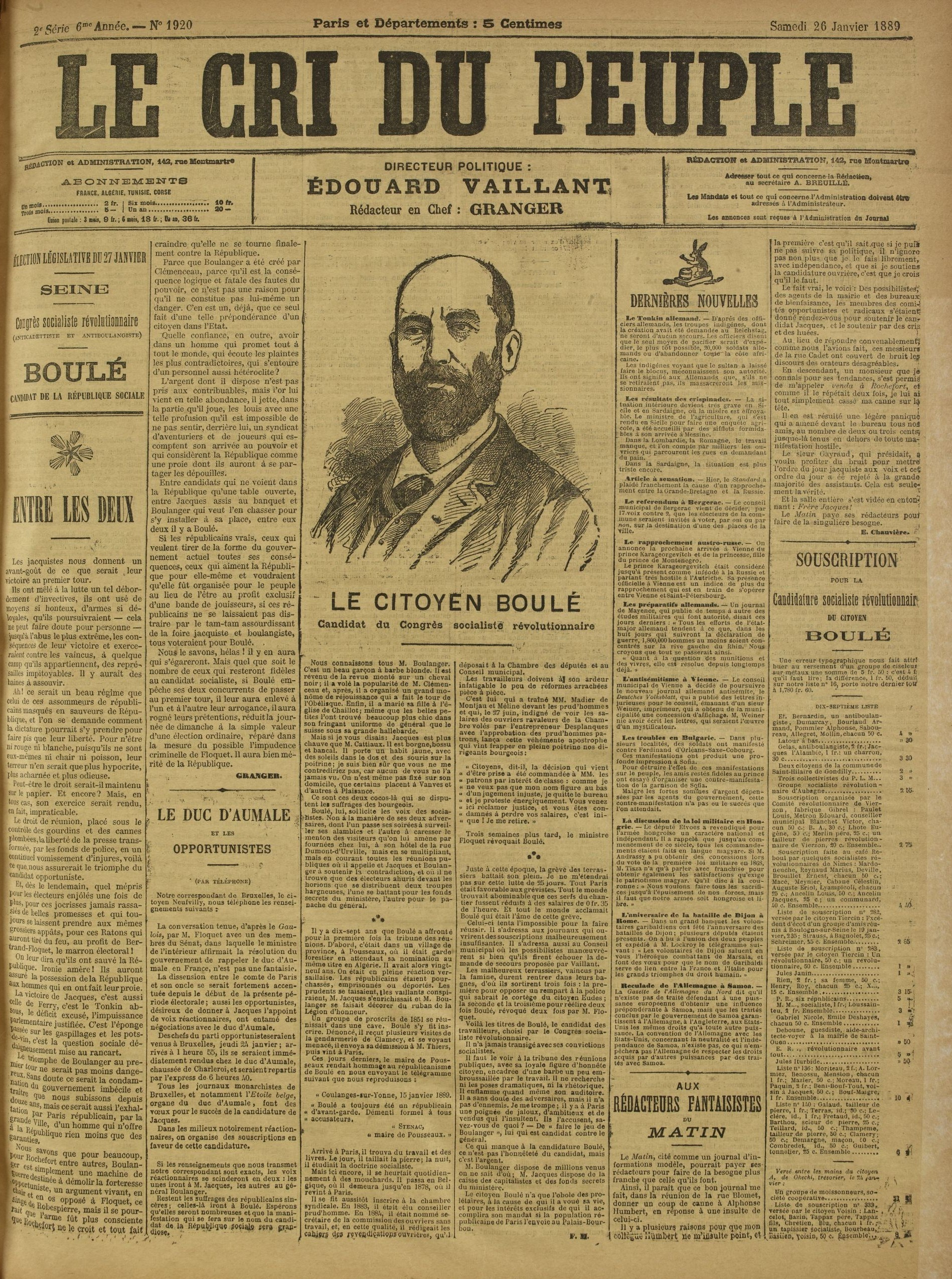
Le Cri du peuple, 26. Januar 1889

Le Cri du peuple (Der Schrei des Volkes) war eine französische Tageszeitung, die am 22. Februar 1871 von Jules Vallès und Pierre Denis gegründet wurde. Sie erschien bis zur Blutwoche und dann noch einmal zwischen 1883 und 1889.
Die Zeitung erschien zunächst vom 22. Februar bis zum 12. März 1871 (18 Ausgaben), wurde dann aber durch das von General Vinoy angeordnete Verbot der Zeitung unterbrochen. Danach wurde die Zeitung vom 21. März bis zum 23. Mai 1871 wieder aufgenommen, bis zur Blutwoche (65 Ausgaben).
Es war ein Folioblatt (5 Spalten) mit einer Auflage von 50.000, 80.000 und während der Kommune sogar 100.000 Exemplaren und wurde zur meistgelesenen Tageszeitung in der aufständischen Hauptstadt. Als politische und soziale Zeitung war es ihr Anliegen, vom Volk zum Volk zu sprechen. Ihr Preis betrug fünf Centimes (ein Sou) und ihre wichtigsten Redakteure waren Henri Bellenger, Casimir Bouis, Henri Verlet, Eugène Vermersch und Jean-Baptiste Clément. Die Zeitung kämpfte vor allem gegen die Politik von Adolphe Thiers und die Mehrheit der Nationalversammlung.
Nach seiner Rückkehr aus dem Exil und dank der intellektuellen Mitarbeit von Séverine und der finanziellen Unterstützung von Adrien Guebhard, dem Lebensgefährten Séverines, startete Jules Vallès die Zeitung am 28. Oktober 1883 neu. Diese zweite Version erschien in den ersten Jahren nach dem Tod ihres Gründers weiterhin unter der Leitung von Séverine. Im Jahr 1887 vertrieb sie Jules Guesde und seine gesamte Belegschaft mit Ausnahme von Georges de Labruyère. Jules Guesde versuchte, eine andere Zeitung zu gründen, die sechs Wochen lang existierte. Séverine verließ Le Cri 1888; die Zeitung stellte 1889 ihr Erscheinen ein. Bis 1922 erschienen weitere Zeitungen unter dem Namen Le Cri du peuple.

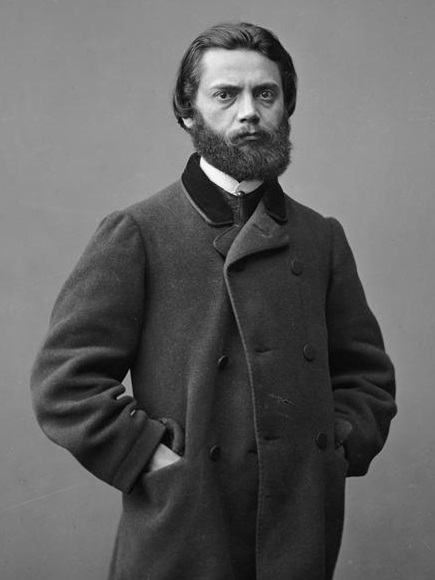
Jules Vallès
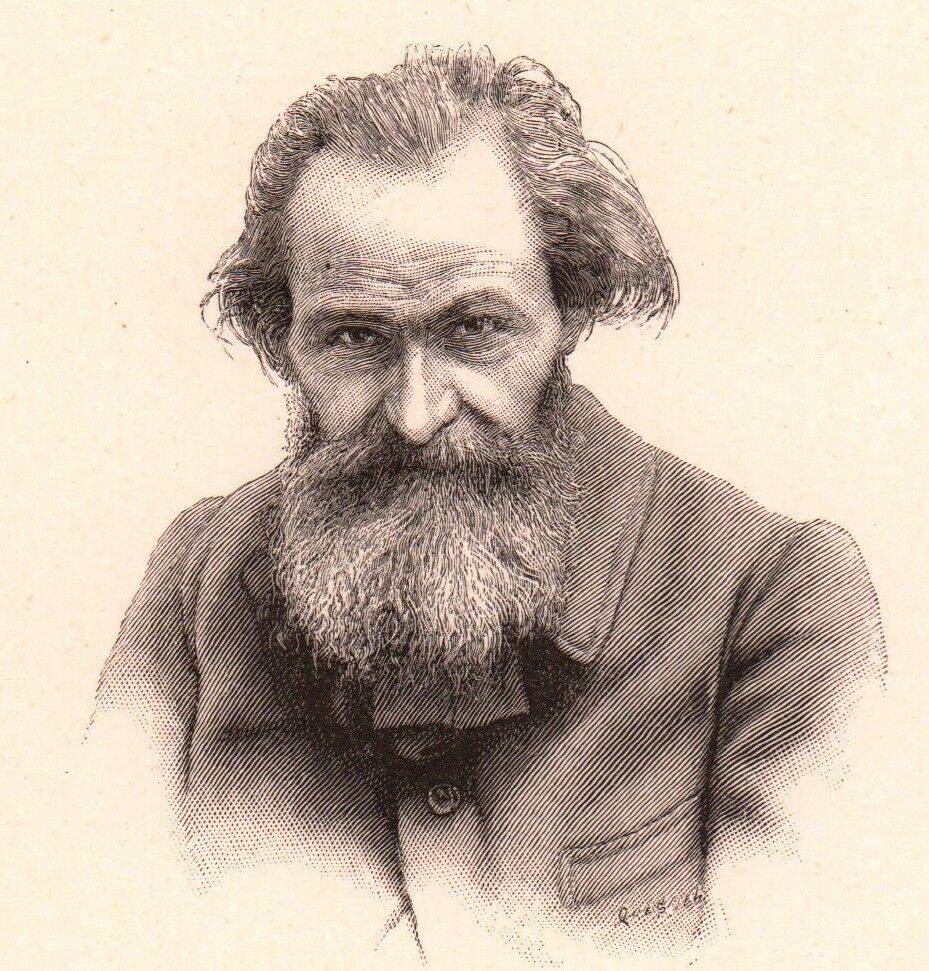
Pierre Denis
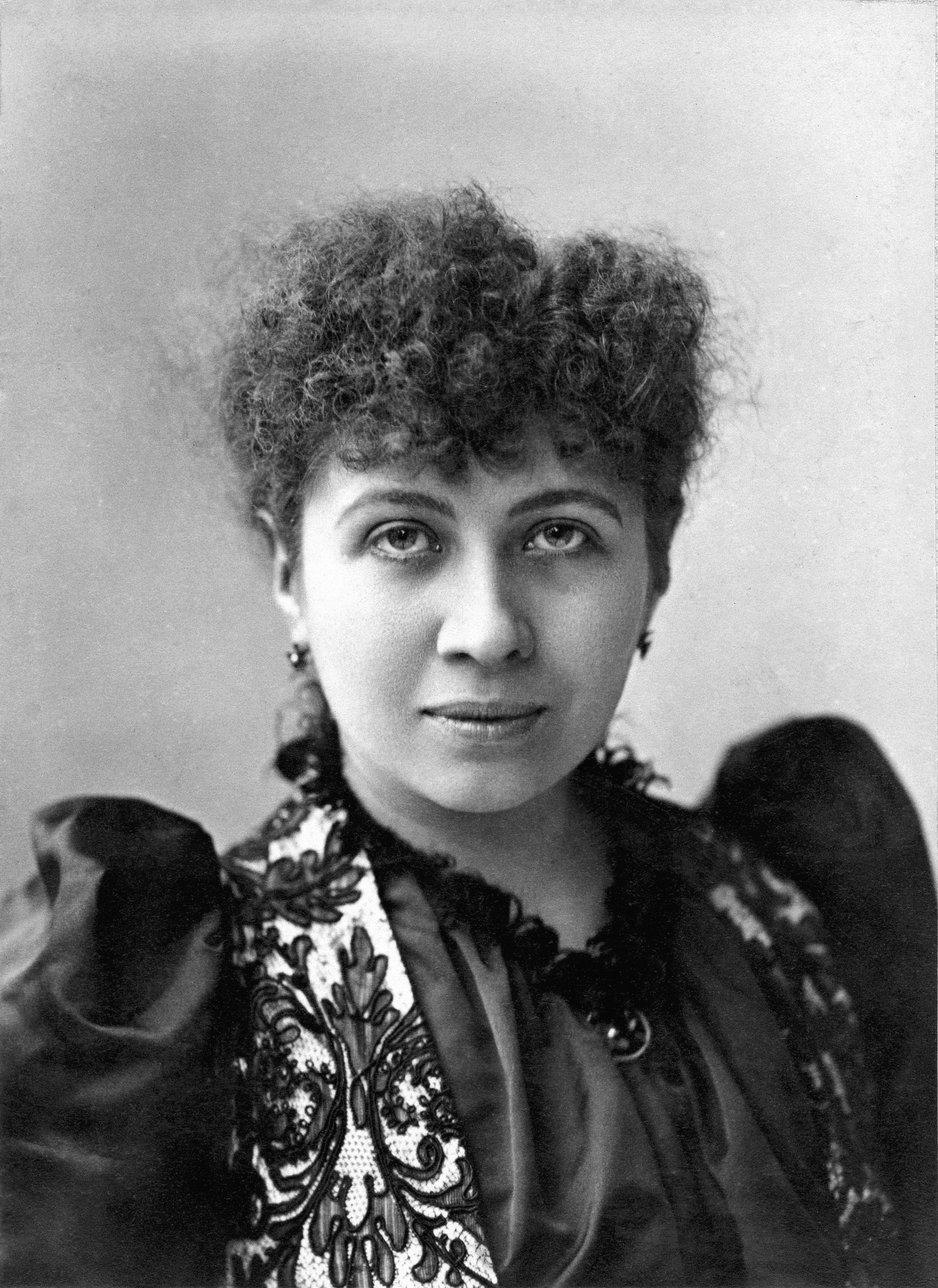
Séverine